# Kleinhesel

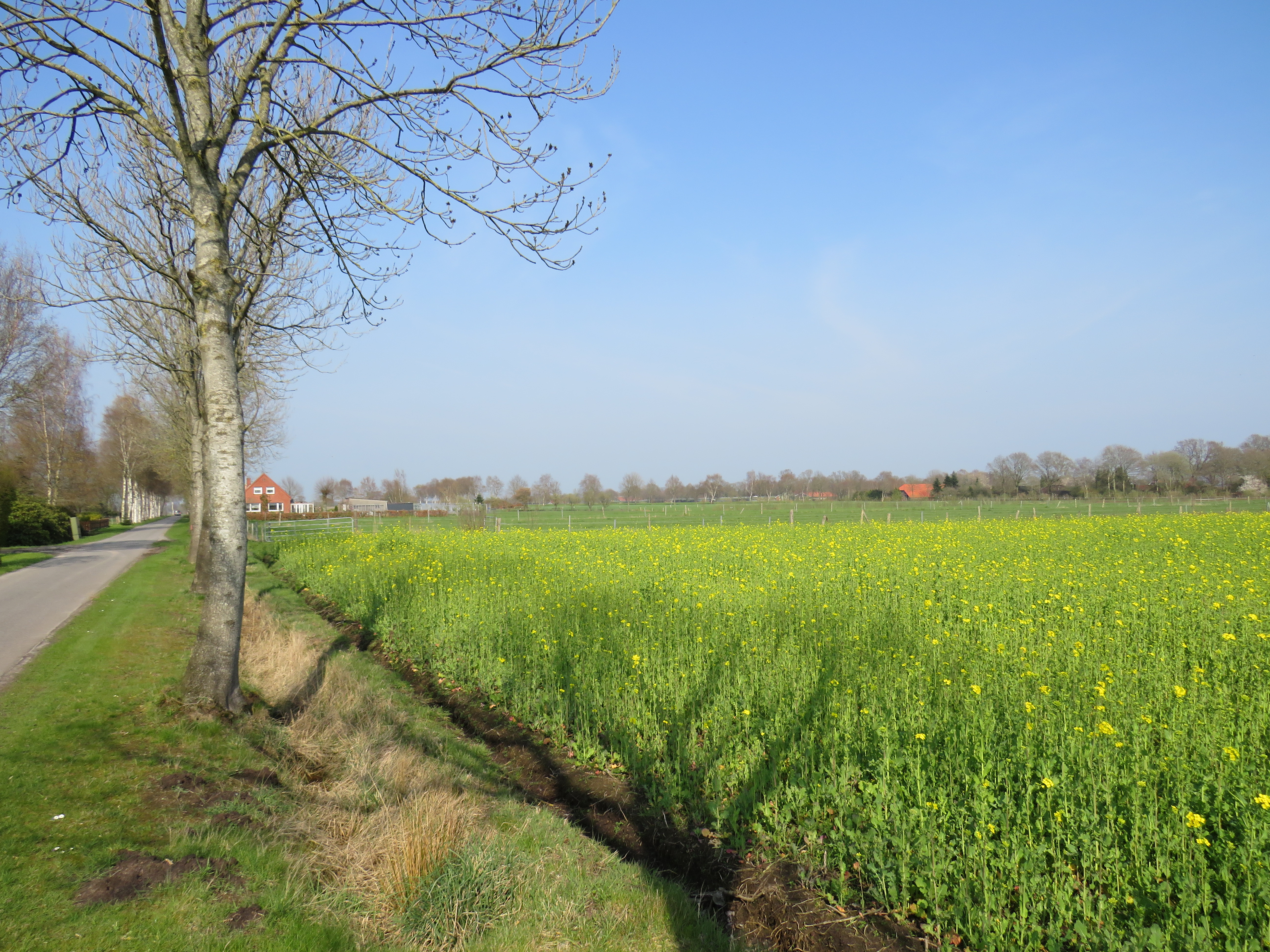
Kleinhesel Westerstraße

Kleinhesel ist ein Wohnplatz in der Gemeinde Hesel im Landkreis Leer in Niedersachsen.
Die Siedlung wurde 1809 im „Vorwerker Moor“ des Heseler Johannitervorwerks angelegt. Erstmals wird sie 1848 als „Klein-Heesel“ genannt. Weitere Bezeichnungen sind „Klein-Hesel“ (1852) und „Klein Heselermoor“ (1930).
1848 lebten 171 Personen in dem Ort, die sich auf 36 Wohngebäude verteilten. Ihre Wirtschaftskraft war bescheiden. 1889 und 1894 lehnte der Kreisausschuss in Leer zwei Anträge auf Selbstständigkeit der Gemeinde Kleinhesel wegen mangelnder Kapitalkraft der Kolonie ab. Um die ökonomische Situation zu verbessern, wurden 1884 insgesamt 143 ha Torfmoor an 32 Kolonisten aus Kiefeld und Kleinhesel zur Verbesserung ihrer wirtschaftlichen Situation verkauft.